# Керноза (гмина)
Керноза (точнее, Кернозя, пол. Kiernozia) — сельская гмина (волость) в Польше, входит как административная единица в Ловичский повет, Лодзинское воеводство. Население — 3683 человека (на 2004 год).

## Сельские округа
1. Бродне-Юзефув
2. Бродне-Товажиство
3. Хрусле
4. Чернев
5. Ядзень
6. Ежево
7. Кернозя
8. Лясоцин
9. Натолин
10. Недзелиска
11. Осины
12. Соколув-Колёня
13. Соколув-Товажиство
14. Стемпув
15. Тересев
16. Тыдувка
17. Виснево
18. Витуша
19. Воля-Стемповска
20. Замяры

## Соседние гмины
1. Гмина Хонсьно
2. Гмина Илув
3. Гмина Коцежев-Полуднёвы
4. Гмина Пацына
5. Гмина Санники
6. Гмина Здуны
7. Гмина Жыхлин